# Tomaspis costalimar
Tomaspis costalimar is een halfvleugelig insect uit de familie schuimcicaden (Cercopidae). De wetenschappelijke naam van deze soort is voor het eerst geldig gepubliceerd in 1953 door Franco.